# Порнография на Украине
Порнография является запрещенным производством на Украине. В 2009 году глава государства Виктор Ющенко подписал новый закон об этом. Закон был одобрен Верховной Радой.
Хранение, распространение, продажа и производство порнографической продукции запрещено законом, который считается очень строгим. Хранение порнографической продукции наказывается лишением свободы на три года. Порнография определяется законом как: «Грубое, прямое, циничное, непристойное изображение плотской любви (без какой-либо другой цели) с явной демонстрацией гениталий, неэтичных частей плотской любви, плотских отклонений, правдоподобных эссе, где не сохранены добрые нравы. оскорбляются честь и уважение людей, ибо ведут к низким похотям».
В то же время порнография разрешена в «медицинских целях».
В 2016 году порнопродукция легально демонстрировалась на трех телеканалах кабельного телевидения .